# マモー・ミモー 野望のテーマ 〜情熱の嵐〜
「マモー・ミモー 野望のテーマ 〜情熱の嵐〜」（マモー・ミモー やぼうのテーマ じょうねつのあらし）は、マモー・ミモーのシングル。1991年5月21日発売。発売元はポニーキャニオン。

## 概要
「ウッチャンナンチャンの誰かがやらねば!」及び「ウッチャンナンチャンのやるならやらねば!」で内村光良とちはるが演じたコントキャラクター、マモー・ミモーのシングルである。
タイトルは西城秀樹の「情熱の嵐」のパロディ。
「ウッチャンナンチャンのやるならやらねば!」内「ナン魔くん」の作中テーマソングとしても使用されている。

## 収録曲
作詞：マモー　作曲・編曲：戸田誠司
1. マモー・ミモー 野望のテーマ 〜情熱の嵐〜
2. マモー・ミモー 野望のテーマ 〜情熱の嵐〜（カラオケ）